# Rudolf Konrad (generale)
Rudolf Konrad (Kulmbach, 7 marzo 1891 – Monaco di Baviera, 10 giugno 1964) è stato un generale tedesco.

## Biografia
Nato a Kulmbach nel 1891, Konrad entrò il 10 luglio 1910 come candidato ufficiale del 1º reggimento d'artiglieria "principe reggente Luitpold" dell'esercito bavarese e prese poi parte al primo conflitto mondiale col grado di ufficiale. Il 18 giugno 1917 venne ferito sul campo di battaglia.
Nel periodo tra le due guerre continuò ininterrottamente a prestare servizio nell'esercito tedesco dapprima all'interno della 7ª divisione dell'esercito bavarese e poi presso il Ministero della Difesa a Berlino. Dopo l'istituzione della Wehrmacht nel 1935 venne promosso al ragno di colonnello e gli venne affidato il comando del 100º reggimento. L'anno successivo venne trasferito come primo ufficiale di stato maggiore al 2º gruppo di comando a Kassel. Dopo l'annessione dell'Austria, nell'aprile del 1938 divenne capo di stato maggiore della nuova sede a Salisburgo. Nominato generale di corpo d'armata, nel 1939 prese parte all'invasione della Polonia che diede ufficialmente inizio al secondo conflitto mondiale. Nel febbraio del 1940 venne nominato capo di stato maggiore della 2ª armata, sotto il comando di Maximilian von Weichs, col quale prese parte anche alla campagna militare sul fronte occidentale..
Dal novembre 1940 al dicembre 1941, ricoprì l'incarico di ufficiale di collegamento tre l'esercito ed il comandante in capo della Luftwaffe, il maresciallo del Reich Hermann Göring. Per breve tempo assunse quindi il comando della 7ª divisione da montagna, recentemente ristabilita. Il 19 dicembre 1941, durante la crisi invernale, Konrad venne nominato direttamente da Hitler al ruolo di generale comandante del XXXXIX corpo d'armata nella Russia meridionale. Tra i fedelissimi di Hitler, non mancò più volte di inviare telegrammi di sostegno al Führer nei momenti più difficili ed il 20 aprile 1942, durante una cerimonia in occasione del compleanno di Hitler, fu il capo del governo in persona ad elogiare Konrad per il suo "genio militare"
Col suo corpo d'armata prese parte nel 1942 assieme alla 17ª armata alla battaglia del Caucaso. Nel 1943 prese parte ad altre battaglie difensive prima che l'esercito tedesco non venne costretto alla ritirata in Crimea. Qui combatté duramente contro le locali formazioni partigiane e distrusse completamente interi villaggi posti a sud della linea Karassubasar - Suja, collaborando anche con le SS e la polizia locale, venendo pesantemente coinvolto nelle operazioni dell'olocausto contro le locali comunità ebraiche.
Come comandante generale di XXXXIX. Gebirgs-Korps, Konrad dall'autunno 1943 si trovò a governare buona parte della Crimea, facendo del proprio punto di forza la fortezza di Sebastopoli. Nell'attacco condotto su larga scala dall'Armata Rossa, resistette fino all'inverosimile ma alla fine cedette e preparò segretamente il ritiro delle proprie truppe dal fronte, motivo per cui venne richiamato da Hitler in patria. Il fatto stupì particolarmente i contemporanei in quanto Konrad era noto per la propria determinazione e spietatezza. Uno dei motivi di questo ritiro va forse ricercato in un dramma personale che colpì lo stesso Kondrad: nell'ottobre del 1944, sul fronte di Murmansk, morì suo figlio Ebeerhard di appena 21 anni, combattendo con la Wehrmacht.
Alla fine del 1944 venne nominato generale e venne spostato in Ungheria dove si trovò a combattere sino alla capitolazione del maggio del 1945. L'8 maggio 1945 venne fatto prigioniero e venne rilasciato solo nel 1947.